# 乔瓦尼·阿方索·博雷利
乔瓦尼·阿方索·博雷利（義大利語：Giovanni Alfonso Borelli，1608年1月28日—1679年12月31日），意大利文艺复兴时期生理学家、物理学家和数学家。他在克里斯蒂娜女王的资助下，继承了伽利略开创了通过观察来检验假设正确性的方法，对木星的卫星、动物运动的机理和血液的成分都有研究，还通过显微镜研究了植物的气孔运动，被称为生物力学之父，美国生物力学学会设置了博雷利奖作为该领域的最高奖赏。